# Pedonal

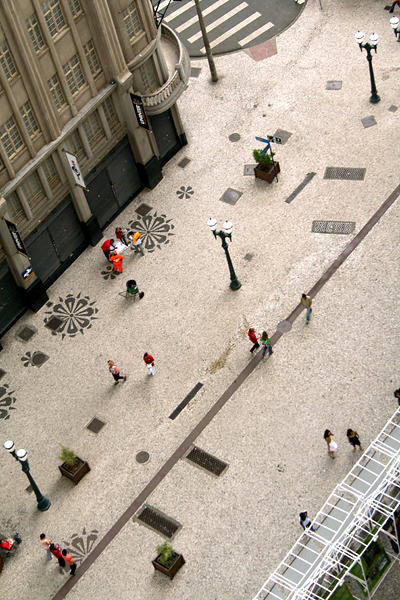
Rua XV de Novembro em Curitiba, primeiro calçadão público do Brasil, desde 1972

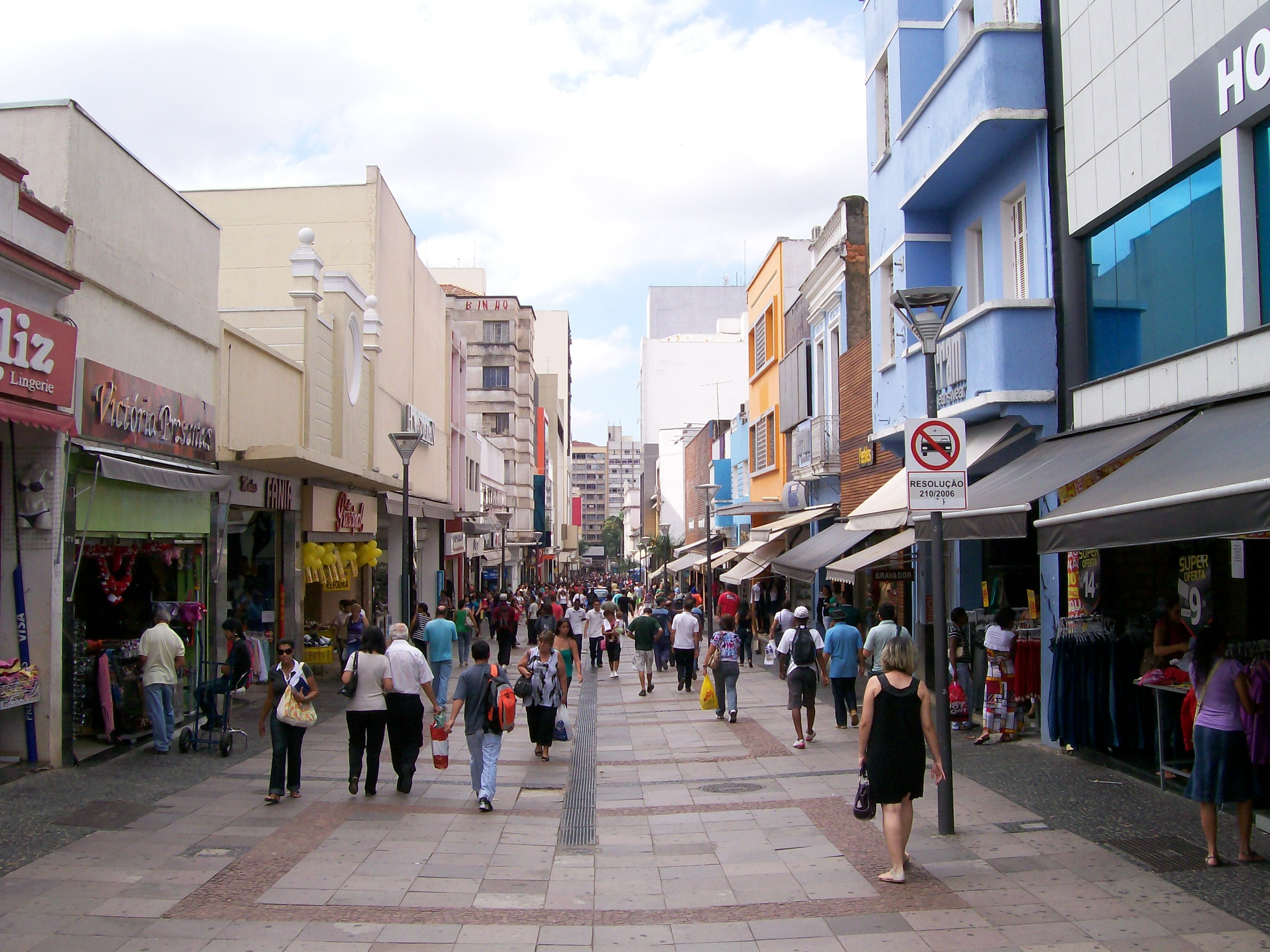
Rua 13 de Maio em Campinas

Calçadão (português brasileiro) ou Calçada (português europeu) ou Pedonal é uma forma de pavimentação de praças ou ruas destinadas somente a pedestres. Geralmente, são largas.

## Variantes
Nas cidades, cada vez se encontram mais sectores com uma grande rua ou um conjunto de ruas conhecida por Zona pedonal, em que apenas eventualmente poderão circular os transportes públicos, assim como a horas bem determinadas, mas normalmente cedo de manhã, os transportadores para fornecerem os armazéns ou lojas desse sector. Pela sua amplitude, uma zona pedonal não deve ser confundida com um simples passeio. Existem sinais de trânsito próprios a essa zonas (Fig 1).
A fim de se proteger a flora costeira, tem-se vindo a construir passarelas em madeira, conhecida por Passarela pedonal. Por exemplo, existe uma extensa passarela deste tipo entre a praia de Lavadores em Vila Nova de Gaia e Espinho.
Quando dedicadas expressamente aos peões, as pontes que antigamente eram designada como ponte de/para peões começam a conhecer-se hoje por Ponte pedonal. Em Aveiro, existe mesmo um curiosa Ponte Pedonal Circular.
O primeiro calçadão público do Brasil foi o da chamada Rua das Flores, na cidade de Curitiba, nome do trecho pedonal da Rua XV de Novembro. A cidade de São Paulo também possui uma grande quantidade de ruas pedonais na região central, além do calçadão do Vale do Anhangabaú. Muitas cidades à beira-mar, como Recife, Rio de Janeiro, Santos e Salvador, também possuem calçadões que seguem a orla do mar. E muitas cidades do interior como Campos dos Goytacazes e Campinas.

## Exemplos

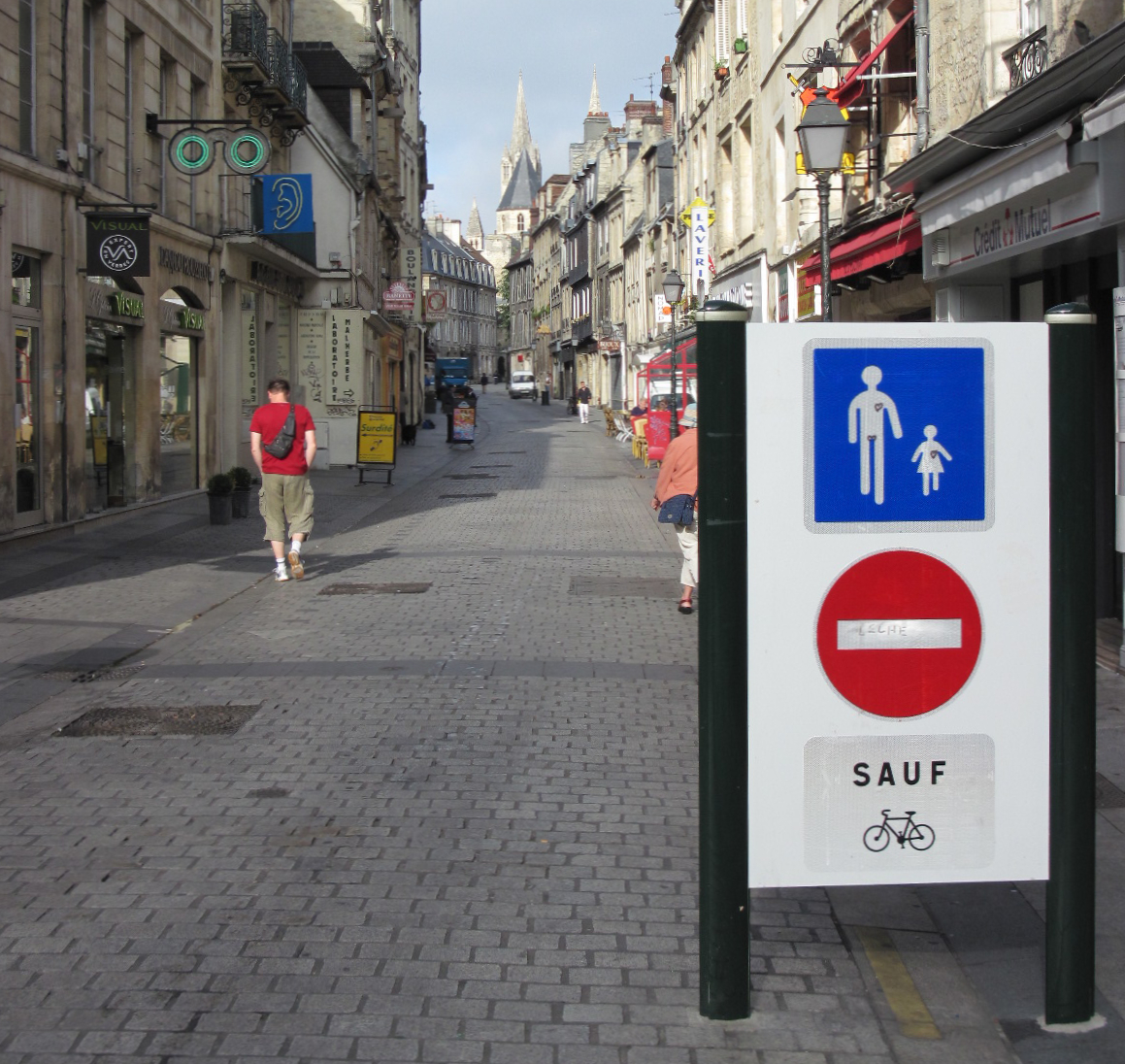
Fig. 1 - Zona pedonal e sinalética Caen
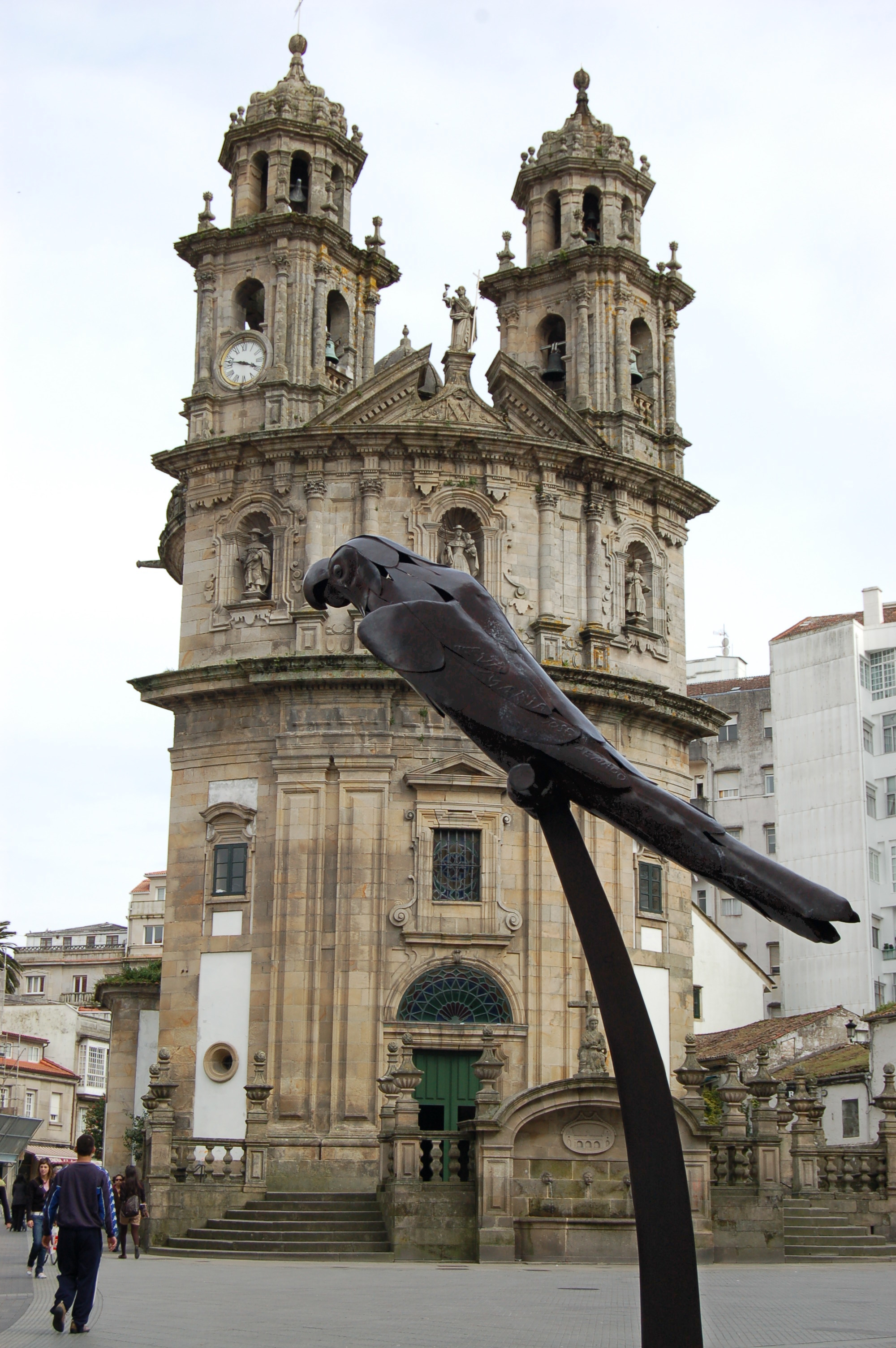
Fig. 2 - Pontevedra
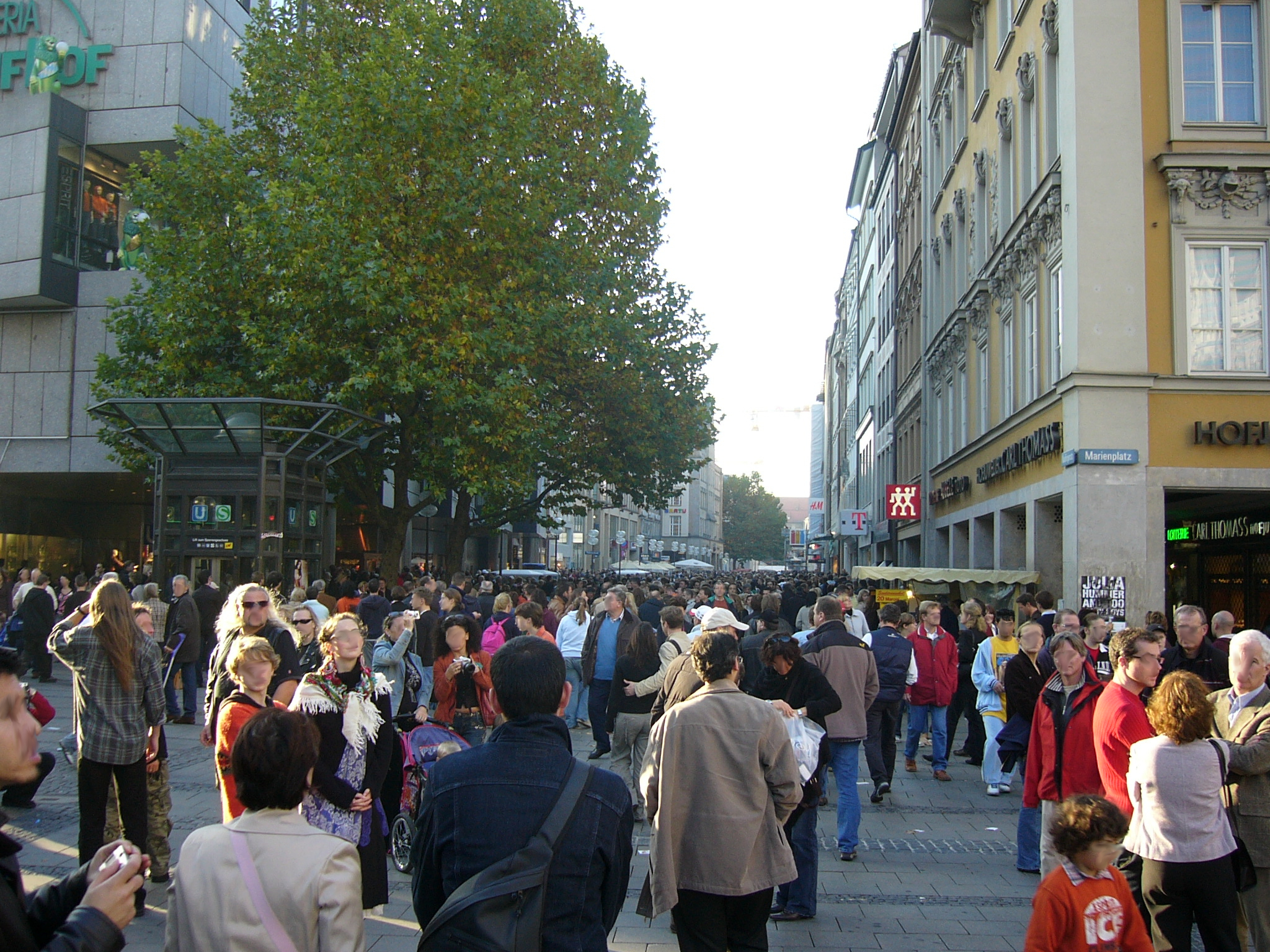
Fig. 3 -  Munique
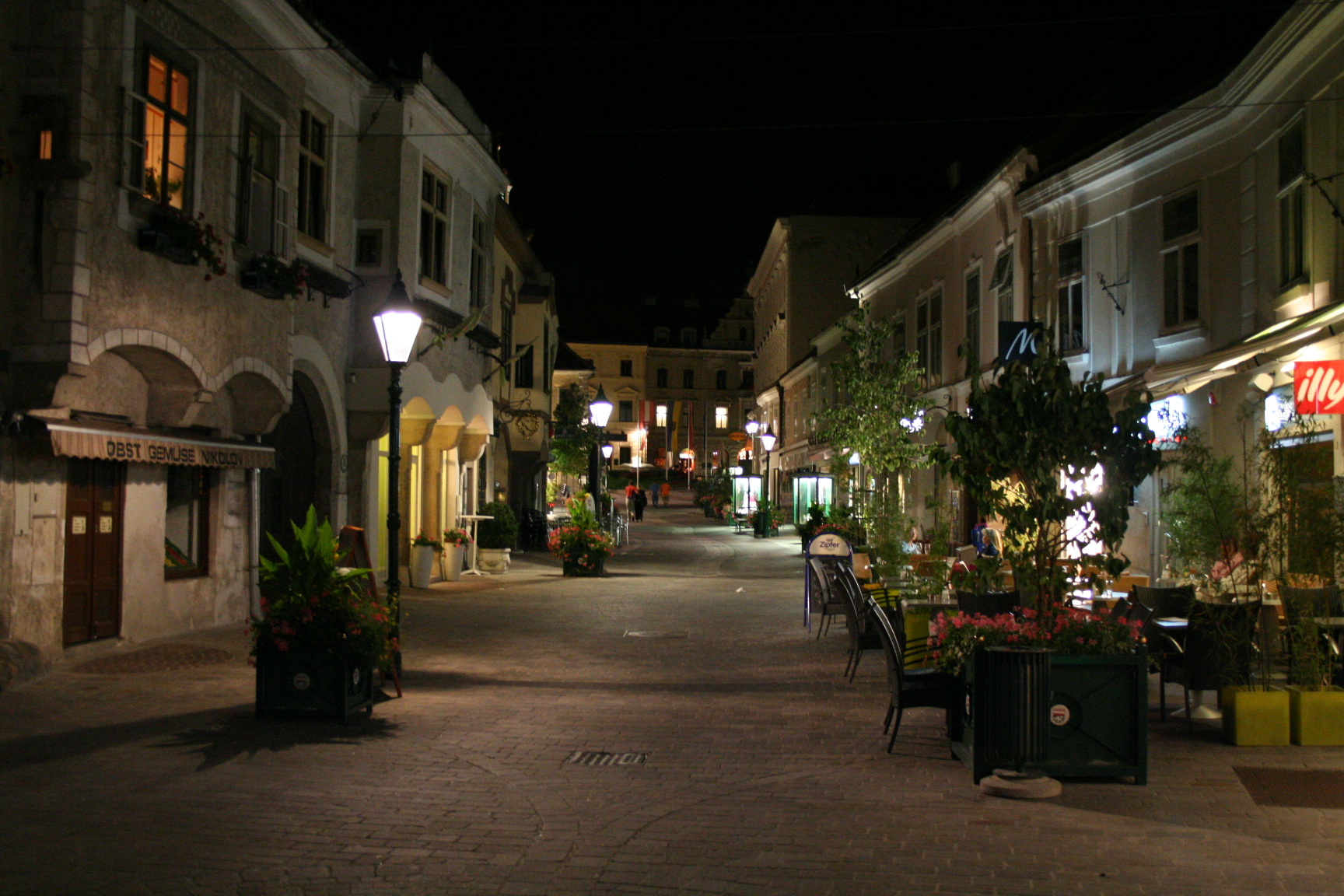
Fig 4 - Mödling de noite
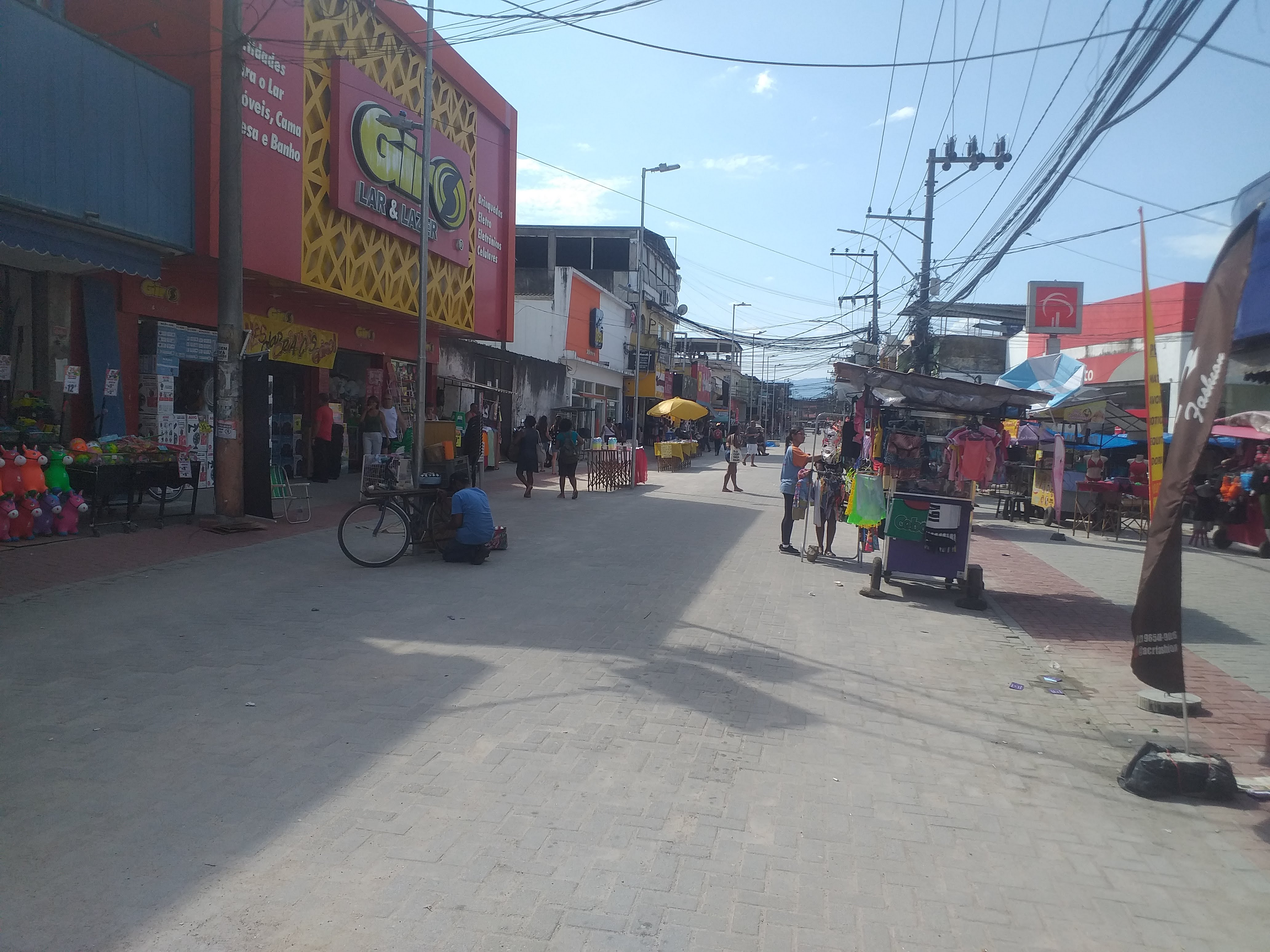
Calçadão do bairro Lote XV (Estrada Manoel de Sá), na cidade de Belford Roxo

## Ligações Externas
- Imagem de uma passarela pedonal em Lavadores
- Passeio Pedonal – Praia Fluvial dos Olhos da Fervença (Cantanhede)
- Percurso pedonal - Santo Tirso e o Ave